# Моранди, Маттео
Маттео Моранди (родился 8 октября 1981 года) — итальянский гимнаст. Родился в итальянском городе Вимеркате. Олимпийский чемпион в упражнениях на кольцах.

## Биография
Маттео Моранди родился 8 октября 1981 года в городе Вимеркате. Гимнастикой начал заниматься в 5 лет, а в 1998 году участвовал в молодежном чемпионате Европы в Санкт — Петербурге, где завоевал золото в упражнениях кольцах. С тех пор кольца стали его любимым спортивным снарядом. Маттео выступал на Олимпийских играх, чемпионатах мира, Европы, Средиземноморских играх.
Женат, имеет дочь.

## Спортивные достижения

### Олимпийские игры
Маттео Моранди выступал на летних Олимпийских играх 2004 года, где занял 5-е место в упражнениях на кольцах, на Олимпийских играх 2008 года занял 6-е место на кольцах, на летних Олимпийских играх 2012 года завоевал бронзовую медаль в упражнениях на кольцах. После окончания летних Олимпийских игр 2012 года обещал принять участие в Олимпийских играх 2016 года в Рио-де-Жанейро, где надеялся выиграть ещё одну медаль.

### Чемпионат мира
На чемпионатах мира в Дебрецене в 2002 году, в Анахайме в 2003 году, в Мельбурне в 2005 году и в Роттердаме в 2010 году Маттео Моранди завоевал четыре бронзовые медали в упражнениях на кольцах.

### Чемпионат Европы
Принимая участие в чемпионатах Европы, он завоевал в упражнениях на кольцах одну золотую, одну серебряную и две бронзовые медали. В Лубиане в 2004 году завоевал бронзовую медаль, в Бирмингеме в 2010 году — золотую медаль, в Монпелье в 2012 году — серебряную медаль, в Москве в 2013 году — бронзовую медаль.